# Instituto Venezuelano de Pesquisa Científica
O Instituto Venezuelano de Pesquisas Científicas (IVIC), ou Instituto Venezolano de Investigaciones Cientificas, é um instituto de pesquisa científica e centro de treinamento de pós-graduação na Venezuela, fundado por decreto governamental em 9 de fevereiro de 1959. Tem suas origens no Instituto Venezuelano de Neurologia e Pesquisas Cerebrais ('IVNIC', em espanhol: Instituto Venezolano de Neurología e Investigaciones Cerebrales), fundado por Humberto Fernandez-Moran em 1955.
O centro possui a Biblioteca Marcel Roche, reconhecida em 1996 pela UNESCO como "a melhor Biblioteca Regional de Ciência e Tecnologia".[carece de fontes?]
A sede do IVIC está localizada perto de San Antonio de los Altos, em Altos de Pipe, Estado de Miranda. O campus cobre uma área de 832 acres, onde estão as instalações científicas e acadêmicas, residências para pesquisadores, estudantes e funcionários, almoxarifado, refeitório, área administrativa e de serviços, biblioteca, etc. Dentro dessa área, existem alguns bolsões de floresta tropical nublada e alguns córregos. Atualmente, o IVIC está no processo de regionalização, tendo duas sedes sub-regionais nos estados de Mérida e Zulia.
Também possui uma Estação de Pesquisa Científica perto de Higuerote, Estado de Miranda.
Sergio Arias Cazorla e seus colegas, que trabalharam como geneticistas humanos no instituto, descobriram a síndrome do Instituto Venezuelano de Pesquisas Científicas.

## História

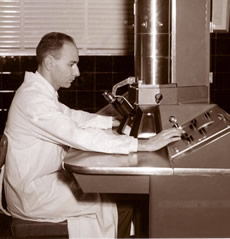
Humberto Fernández-Morán trabalhando no microscópio eletrônico do IVNIC

A década de 1950 é considerada o período em que começou a institucionalização da ciência e o desenvolvimento de uma verdadeira política científica na Venezuela, dando origem à produção sistemática de conhecimento científico, financiado, reconhecido socialmente e com o apoio direto do Estado venezuelano ou do setor privado. Durante esses anos iniciais, a política científica na Venezuela deu mais ênfase às ciências básicas do que às ciências aplicadas e ao desenvolvimento tecnológico.

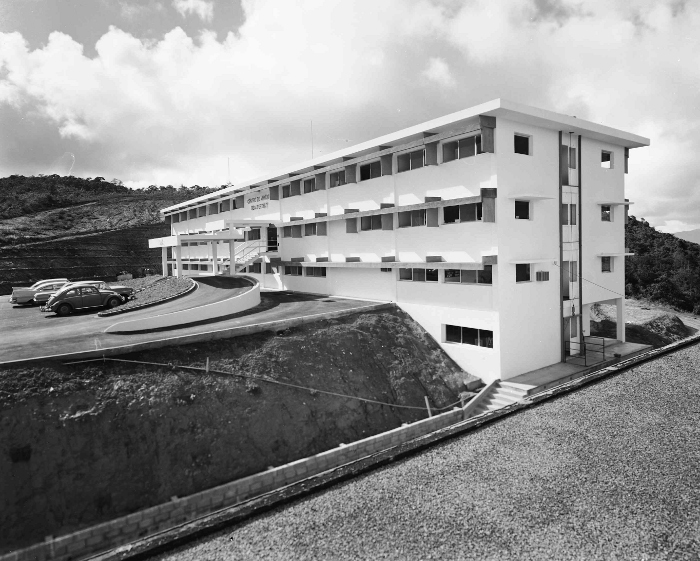
Altos de Pipe em seus inícios

Em 29 de abril de 1954, foi fundado o Instituto Venezuelano de Neurologia e Pesquisas Cerebrais (IVNIC) nos terrenos de Altos de Pipe sob a direção de Humberto Fernández-Morán. Foram contratados vários pesquisadores estrangeiros, principalmente especializados em pesquisa biomédica, assim como foi feita a aquisição e instalação de um Reator Nuclear do Centro de Física, o primeiro do seu tipo na América Latina. Com a queda da ditadura do general Marcos Pérez Jiménez em 1958, começou um período de revisão das obras construídas durante seu mandato, incluindo o IVNIC.
Naquela época, o Ministério da Saúde e Assistência Social designou uma comissão científica consultiva para avaliar o funcionamento do IVNIC e propor uma profunda reestruturação organizacional, já que seu foco estava exclusivamente na pesquisa básica e aplicada do sistema nervoso, tanto normal quanto patológico. A superespecialização que caracterizava o antigo IVNIC deu lugar a uma abordagem multidisciplinar, onde os pesquisadores tinham total liberdade para desenvolver suas linhas de pesquisa. Embora a nova instituição tenha herdado a infraestrutura concluída e em construção do IVNIC, a maior parte do pessoal científico fundador veio do Instituto de Pesquisas Médicas "Fundação Luis Roche", que desde 1952 vinha realizando pesquisa financiada por entidades privadas. Em maio de 1960, o IVIC tinha 26 pesquisadores, 14 nacionais e 12 estrangeiros, além de 7 estudantes venezuelanos.
Nos seus primeiros anos, o número de pesquisadores do IVIC cresceu rapidamente, chegando a 54 em 1967, e uma biblioteca científica foi estabelecida para uso do pessoal científico da instituição. Na década de 1970, foi criado o Centro de Estudos Avançados e foram formalizados os estudos de pós-graduação. Em 1971, foi criado um Centro de Pesquisas Tecnológicas ou Centro Tecnológico e a estrutura do instituto foi reformulada em vários centros e departamentos. Em 1974, o primeiro regulamento do IVIC foi sancionado e em 1976 o Conselho Nacional de Pesquisas Científicas e Tecnológicas foi fundado. Atualmente, o IVIC é uma das mais importantes instituições de pesquisa na América Latina.
Em 1990, enfrentou-se o dilema da renovação do IVIC, pois as dificuldades econômicas do final dos anos 80 desencorajaram a entrada de jovens pesquisadores. Várias linhas de pesquisa estavam em risco de desaparecer com a aposentadoria de pesquisadores experientes. Por essa razão, a direção do instituto ofereceu aos pesquisadores eméritos a oportunidade de permanecerem como pesquisadores ativos, submetidos à avaliação contínua da Comissão Classificadora.
Em várias ocasiões, discutiu-se o papel do IVIC na sociedade venezuelana, em meio a debates sobre políticas científicas e sociais na Venezuela. A criação do IVIC promoveu a profissionalização dos pesquisadores na Venezuela, selecionados por sua excelência acadêmica, a quem foi oferecida total liberdade para desenvolver suas linhas de pesquisa sem restrições institucionais. Visões críticas sugerem que este modelo promove o individualismo, isolamento e alta especialização disciplinar, impedindo novas formas de pesquisa e, por vezes, gerando produtos científicos de "relevância limitada". Isso apesar das contribuições dos pesquisadores do IVIC terem sido reconhecidas nacional e internacionalmente em várias ocasiões.

No meio destes debates, a relação dos pesquisadores do IVIC com a realidade política e social do país tem sido bastante variável, e as crises econômicas e políticas deixaram marcas no desenvolvimento da instituição. Particularmente entre os anos 1995 e 1997 e entre 2002 e 2003, houve fortes restrições orçamentárias e limitações na captação e retenção de talentos humanos. Assim como outras instituições científicas do país, nos últimos anos denotou-se um declínio progressivo de sua infraestrutura devido à falta de manutenção e um déficit na renovação de espaços para acomodar eficientemente um número crescente de pessoal científico.

## Produção científica
Desde o seu início, o IVIC destacou-se pela qualidade da infraestrutura científica construída e mantida com contribuições significativas do governo nacional e pela produtividade de seu pessoal científico e estudantes, consolidando-se como uma das instituições líderes em ciência na Venezuela. Por exemplo, entre 1980 e 1988, o IVIC manteve a liderança na produção de artigos científicos registrados no Science Citation Index, chegando a produzir, em alguns anos, 30% dos artigos científicos venezuelanos. Posteriormente, o crescimento das universidades venezuelanas, em particular o surgimento e consolidação de várias faculdades e escolas dedicadas às ciências básicas, aumentou a contribuição do setor acadêmico para a ciência na Venezuela, e a relevância do IVIC diminuiu gradualmente. Entre 1989 e 1994, o IVIC alternou a liderança com a Universidade Central da Venezuela (UCV), com produções anuais quase equivalentes. Atualmente, representa pouco menos de 20% da produção científica nacional, ficando atrás das quatro principais universidades do país. Contudo, o número de artigos produzidos por pesquisador do IVIC ainda é mais de quatro vezes superior ao número de artigos produzidos por professores universitários.
Métricas alternativas da produção científica concentram-se em medir seu impacto com base no número de vezes que são citadas. Atualmente, a produção total de artigos científicos registrados na rede Scopus coloca o IVIC na quinta posição entre as instituições venezuelanas, mas em primeiro lugar em impacto científico normalizado (média de citações por artigo da instituição em comparação com a média global de citações).
Um dos antigos pesquisadores do IVIC, Dr. Mario Pietro Vecchi, é coautor de um dos cem artigos científicos mais citados da história. No entanto, isso é um caso excepcional na ciência venezuelana. A produção científica total do IVIC e da Venezuela diminuiu após atingir um pico histórico em 2008 e, nos últimos sete anos, perdeu posições em relação a instituições científicas de outros países em indicadores globais de produtividade e impacto científico.
Note que as referências (indicadas pelos elementos) foram mantidas no formato original, pois são informações específicas que não necessitam de tradução.

## Organização
É composto pelo corpo de funcionários, o "rank" (científico), a equipe administrativa (secretárias, decano, etc.) e os estudantes.
- Estudantes
  - Estudantes de graduação: formação e tese
  - Estudantes de pós-graduação: Mestrado e Doutorado
- Staff de rank:
  - PAIs (profissionais associados à pesquisa) e TAIs (técnicos associados à pesquisa)
  - Pós-doutorandos
  - Pesquisadores (associados, titulares, eméritos), muitos dos quais foram premiados com prêmios nacionais, como o Prêmio de Ciência Lorenzo Mendoza Fleury, um prêmio bienal patrocinado pela Fundação Empresas Polar[26]